# Alois Groppenberger von Bergenstamm
Alois Groppenberger von Bergenstamm (* 1. August 1754 in Wien; † 13. Februar 1821 ebenda) war ein österreichischer Lokalhistoriker.

## Leben
Alois Groppenberger war der Sohn des ständischen Obereinnehmers Johann Georg Groppenberger. Er war seit 1771 in der niederösterreichischen Registratur tätig, wo er 1800 Sekretär des niederösterreichischen Ritterstands wurde. Seit 1791 trug er das Prädikat Edler von Bergenstamm.
Groppenberger sammelte zahlreiche Dokumente zur Geschichte Wiens, von denen er Handschriften, Urkunden, Siegel und Bücher besaß. Seit er 1795 den Auftrag erhielt, die Grund- und Marksteine innerhalb der Linien Wiens zu beschreiben, wurde er dazu angeregt, aufgrund seiner reichen Sammlungen weitere Studien zur Geschichte Wiens anzustellen. Neben eigenen Arbeiten lieferte er auch dem Historiker Anton Geusau Unterlagen für dessen Werke.

## Bedeutung
Groppenbergers topographische Forschungen zu den verschiedensten Themen der Wiener Stadtgeschichte sind bis heute wertvoll. Die Entwicklung dieser Disziplin ist wesentlich seinen Bemühungen zu verdanken.
1898 wurde die Bergenstammgasse in Wien-Hietzing nach ihm benannt.

## Schriften
- Geschichte des Dorfes St. Johann am Als. Ignaz Grund, Wien 1802.
- Das Schloß auf dem Leopoldsberge und die Entstehung der Stadt Wien. Ignaz Grund, Wien 1805.
- Auf welchen Zeitpunkt fällt der Ursprung der Schulen in Österreich und Wien. Wien 1806.
- Denkmahl rühmlich erfüllter Bürgerpflichten in der Geschichte der Bürger und Einwohner Wiens. Wimmer, Wien 1806.
- Beiträge zu einer Geschichte des Dorfes Heiligenstadt. Kupffer & Wimmer, Wien 1807.
- Anempfehlung der durch Feuer verunglückten Stadt Eggenburg in Unterösterreich. Anton Schmid, Wien 1808.
- Materialien zur Geschichte der österreichischen Landesverteidigung. Rehm, Wien 1808.
- Die Landesverteidigungs-Anstalten in den österreichischen Kaiserstaaten. Johann Baptist Wallishausser, Wien 1809.
- Geschichte der Vorstädte und Freygründe Wiens. Staatsdruckerei, Wien 1812.
- Geschichte des unteren Werds oder der heutigen Leopoldstadt. Staatsdruckerei, Wien 1812.
- Ursprung und Geschichte der Kirche St. Salvator nächst dem Rathaus. Joseph Tandler, Wien 1812.
- Ursprung und Geschichte der ersten Kirche St. Rupert. Joseph Tandler, Wien 1813.
- Geschichte des Klosters und Hospitals der ehrwürdigen barmherzigen Brüder in Wien. Staatsdruckerei, Wien 1814².
- Versuch einer Lebensgeschichte Heinrich II. Jasomirgott mit Nachrichten von der Burg Medelich (Medling) in Österreich. Anton Schmid, Wien 1819.
- Geschichte der Kirche Maria Stiegen in Wien. B. Ph. Bauer, Wien 1821.
- Wien im Jahre 1725. A. Strauß Wittwe und Sommer, Wien 1847.
- Gerhard Fischer (Hrsg.): Denn die Gestalt dieser Welt vergeht. Geschichte der Kirchen, Häuser, Gassen und Plätze der Stadt Wien aufgezeichnet von dem Altertumsfreunde Aloys Bergenstamm(Ausstellung der Österreichischen Nationalbibliothek 1996). Daedalus, Wien 1996.